# Phtheochroa ciona
Phtheochroa ciona es una especie de polilla de la familia Tortricidae. 

## Distribución
Se encuentra en Nayarit, México.